# Бугојно
Бугојно је градско насеље и сједиште истоимене општине у средишњем дијелу Федерације Босне и Херцеговине, БиХ, на путу са сјевероистока ка југозападу и Јадранском мору. Према прелиминарним подацима пописа становништва 2013. године, у насељеном месту Бугојно пописано је 15.555 лица.

## Географија
Бугојно се налази у средњој Босни, тачније у Средњобосанском кантону у подручју горњег тока ријеке Врбас у долини која се зове Ускопаљска долина између градова Горњи и Доњи Вакуф.
Бугојно се налази на надморској висини од око 550 м, а окружено је планинама Калин (1530 м), Рудина (1385 м) и Стожер (1662 м). У континенталном дијелу Босне и Херцеговине влада континентална клима са топлим љетима, пријатним прољећима и јесенима и хладним зимама са пуно снијега. Средоземна и континентална клима сусрећу се у средњој Босни и формирају посебан екосистем. Над околним планинама влада планинска клима.

## Историја
Археолошка налазишта у близини града показују да је овај крај насељен од бронзаног и млађег гвозденог доба. На овом подручју живјело је илирско племе Сардеати, као и Келти. На локалитету Под нађена је керамичка посуда на којој је урезан натпис од тридесетак знакова која датира из 6. вијека п. н. е. и представа тренутно најстарији писани споменик на подручју Босне и Херцеговине. Римљани су овдје основали свој муниципијум Ад Матрицес.
Ускопаљска долина је први пут споменута 1244. године у једној повељи краља Угарске Беле IV. Овде су пронађени остаци цркве стари око 700 година. Падом Босне под турску власт 1463. године ови крајеви су укључени Клишки санџак.
Чипуљић је било самостално мјесто, а данас је дио Бугојна. Иван Фрањо Јукић га помиње као цинцарску населбину у којој још само неколико старијих баба зна цинцарски. Цинцари из Македоније који су ту доселили су већином били калајџије. Ту су се населили због и раније производње злата и живе и што је мјесто на путу из средње Босне за Далмацију. Пред Други свјетски рат их је било 120 кућа са 450 становника. Око две трећине су били калајџије. Њихове жене су плеле су по свој Босни чувене скопаљске (Скопље и околина) плетене чарапе.
Након аустроугарске окупације Босне и Херцеговине, Бугојно је постало сједиште котара. Послије Првог свјетског рата, Бугојно је постало дио Краљевине Југославије.
Туристички потенцијал планине Копривнице је препознат, тако да је пред Други светски рат подигнут планински дом.

### Други свјетски рат
У Бугојну су маја 1941. почела прва страдања српског народа. У првој групи било је 22 најугледнија грађанина и сељака који су ухапшени и поубијани изнад села Ивањске, 31. маја 1941. године.
Покољи Срба у Бугојну и Купресу извршени су на Видовдан и Илиндан 1941. године. Поубијани и поклани бачени су у јаме.
Фра Мирко Радош био је главни организатор усташке акције против Срба у околини Купреса. Усташка недела извршена августа месеца против Срба у селу Маловану где је страдало око 70 људи, жена и деце, учињена су углавном по жељи жупника фра Радоша.

### СФРЈ
Након Другог светског рата Бугојно је израсло у центар регије. Бугојно је у социјалистичкој Југославији било познато као једно од резиденција Јосипа Броза Тита, а касније се открило да је тамо постојало подземно склониште за руководство СФРЈ у случају рата.

### Рат у БиХ
За вријеме рата у БиХ, на подручју Бугојна су 1993. забиљежени сукоби између претежно бошњачке Армије Републике БиХ и претежно хрватске милиције ХВО. То се одразило на исељавање Хрвата из тог краја. Тек након завршетка рата је дошло до повратка избјеглица, па Бугојно полако враћа свој мултиетнички карактер.
Након завршетка рата у Босни и Херцеговини општина Бугојно је, у цјелини, ушла у састав Федерације Босне и Херцеговине.

## Становништво
Године 1931. насеље је имало је 1.903 становника.
|                      | 2013.           | 1991.           | 1981.           | 1971.           |
| Укупно               | 15 555 (100,0%) | 22 641 (100,0%) | 16 402 (100,0%) | 9 329 (100,0%)  |
| Бошњаци              | 12 338 (79,32%) | 6 878 (30,38%)1 | 4 719 (28,77%)1 | 3 382 (36,25%)1 |
| Хрвати               | 2 425 (15,59%)  | 6 836 (30,19%)  | 4 695 (28,62%)  | 3 447 (36,95%)  |
| Срби                 | 325 (2,089%)    | 6 809 (30,07%)  | 5 280 (32,19%)  | 2 131 (22,84%)  |
| Босанци              | 132 (0,849%)    | –               | –               | –               |
| Неизјашњени          | 122 (0,784%)    | –               | –               | –               |
| Муслимани            | 58 (0,373%)     | –               | –               | –               |
| Босанци и Херцеговци | 53 (0,341%)     | –               | –               | –               |
| Роми                 | 31 (0,199%)     | –               | –               | –               |
| Остали               | 29 (0,186%)     | 669 (2,955%)    | 89 (0,543%)     | 102 (1,093%)    |
| Непознато            | 22 (0,141%)     | –               | –               | –               |
| Албанци              | 10 (0,064%)     | –               | 18 (0,110%)     | 16 (0,172%)     |
| Македонци            | 4 (0,026%)      | –               | 12 (0,073%)     | 7 (0,075%)      |
| Црногорци            | 3 (0,019%)      | –               | 59 (0,360%)     | 53 (0,568%)     |
| Југословени          | 2 (0,013%)      | 1 449 (6,400%)  | 1 511 (9,212%)  | 173 (1,854%)    |
| Турци                | 1 (0,006%)      | –               | –               | –               |
| Словенци             | –               | –               | 19 (0,116%)     | 18 (0,193%)     |

1. 1 На пописима од 1971. до 1991. Бошњаци су пописивани углавном као Муслимани.

## Познате личности
- Недељко Билкић, српски фолк певач.[12]

## Галерија
- Центар града
- Центар града
- Гимназија
- Ски Лифт Ростово
- Џамија принцезе Џевхере
- Џамија султана Ахмеда, из 1693.
- Џамија султана Ахмеда, из 1693.
- Џамија султана Ахмеда, из 1693.
- Џамија султана Ахмеда, из 1693.
- Џамија султана Ахмеда, из 1693.
- Римокатоличка црква Светог Антуна Падованског
- Римокатоличка црква Светог Антуна Падованског
- Римокатоличка црква Светог Антуна Падованског и у позадини џамија принцезе Џевхере
- Римокатоличка црква Светог Антуна Падованског — портал с текстом Na slavu Boga i S. Ante Pad. Prigodom srebr.pira cesara Franje Josipa 1. carice Jelisavete počeo o. J. Barbarić 24.trav.1879